# Григория
Григория (VII век, Константинополь — VII век, Константинополь) — византийская императрица, супруга императора Константина III Ираклия. В 641 году состояла в регентском совете своего сына Константа II.
Дочь Никиты, двоюродного брата Ираклия. Его отцом был Григорий, сын Ираклия Старшего. В 608 году он возглавил сухопутное вторжение в римский Египет, подняв восстание в результате которого Ираклий получил трон. Никита воевал против Фоки в Египте и к 610 году установил контроль над провинцией. 5 октября 610 года Ираклий стал императором. Никита был награждён званием патрикия и стал командиром экскувиторов. Когда в 618 году Хосров II Парвиз завоевал Египет, Никита был назначен экзархом Африки; он умер в 628/629 году.
Григория вышла замуж за своего троюродного брата Константина III, единственного сына Ираклия и его первой жены Евдокии. Константин был коронован соимператором своим отцом 22 января 613 года. Их брак состоялся в 629/630 году. Она прибыла в Константинополь из Западного Пентаполя в Киренаике, где воспитывалась своим отцом (а не будущим свёкром). Она была младшей императрицей, а Мартина (новая жена Ираклия) — старшей. У Григории было по меньшей мере два сына. Констант II родился 7 ноября 630 года. Согласно Феофану, второго сына звали Феодосий и он был казнён Константом в 659/660 году. У них также предположительно была дочь Мария (Мириам) — жена Йездегерда III.
Ираклий умер 11 февраля 641 года. Константин III стал старшим императором, а его сводный брат Ираклий II — соправителем. Константин умер от туберкулёза весной того же года. В ходе разгоревшегося после этого восстания Ираклий II был низложен, а сын Константина — Констант II стал единственным императором.